# Thurgauische Kunstgesellschaft
Die Thurgauische Kunstgesellschaft (ThKG), auch «Thurgauischer Kunstverein» genannt, wurde 1934 gegründet. Sie bezweckt, «das Kunstinteresse und das Kunstschaffen zu fördern».

## Geschichte
Erster Präsident der ThKG war Heinrich Häberlin. Zu Anfang befand sich ihr Ausstellungsraum im Kommissionssaal des Thurgauer Regierungsgebäudes. Durch verschiedene Schenkungen wurde das Platzproblem jedoch bald so akut, dass nach neuen Ausstellungsräumen gesucht wurde.
So beteiligte sich 1939 die Kunstgesellschaft mit 3000 Schweizer Franken an der Hippolyt-Saurer-Stiftung Schloss Eugensberg. In der Folge übertrug die Stifterin und Witwe von Hippolyt Saurer, Sina Saurer-Hegner, den Eugensberg mit allen Kunstschätzen zum Preis von 520'000 Schweizer Franken.
Nachdem während des Zweiten Weltkriegs immer weniger Museumsbesucher gekommen waren und der Kanton Thurgau eine vollständige Übernahme und die Stifterin eine Teilliquidation verweigert hatte sowie der Stiftungsratspräsident und Besitzer der Wasserheilanstalt Schloss Mammern, Waldemar Ullmann, 1944 von seinem ehemaligen Gärtner ermordet worden war, löste Sina Saurer-Hegner die Stiftung auf.
In der Folge stellte sich für die Kunstgesellschaft und deren Präsidenten Jacques M. Bächtold die akute Raumfrage von neuem. Als 1949 die Witwe von Emanuel von Bodman ihr renovationsbedürftiges Haus verschenken wollte, scheiterte die Übernahme am fehlenden Willen der politischen Behörden.
Adolf Dietrich vermachte sein Wohnhaus in Berlingen sowie seinen künstlerischen Nachlass und die diesen betreffenden Urheberrechte testamentarisch der Kunstgesellschaft. Das bescherte der Kunstgesellschaft jedoch verschiedene Rechtshändel. Das Adolf-Dietrich-Haus an der Seestrasse 26 in Berlingen wurde von der Kunstgesellschaft zu einem Museum umgestaltet. Die Vergabe des Adolf-Dietrich-Förderpreises an Künstler, die eine Beziehung zum Thurgau und zum Bodenseeraum haben, wird unterdessen überregional beachtet.
Ernst Mühlemann war von 1959 bis 1979 Präsident der Thurgauischen Kunstgesellschaft und trieb die Gründung eines Kunstmuseums in seinem Heimatkanton voran. 1963 betreute die Kunstsammlung das Geschichts- und das Naturmuseum des Kantons Thurgau im Schloss Frauenfeld. Ein Kunstmuseum in Verbindung mit der Förderung auch von Fotografie, Film, Theater und Musik gab es auch weiterhin nicht. So wurde im gleichen Jahr die «Kommission zur Förderung der bildenden Kunst» geschaffen, und damit begann eine gezielte Sammeltätigkeit. Albert Knoepfli, Andrea Nold und Werner Schmid waren deren Kommissionsmitglieder.
Als Übergangslösung betrachtete die Thurgauische Kunstgesellschaft die Eröffnung eines Museumsprovisoriums in der Villa Sonnenberg in Frauenfeld im Jahre 1974. Kritisiert wurde, dass ein Kunsthaus von der Museumsgesellschaft betreut werde. Tatsächlich hatte die Kunstgesellschaft nicht einmal bei der späteren Realisierung des Kunstmuseums in der Kartause Ittingen etwas zu sagen. Die Institution Museum deckte sich kaum mit der von der Kunstgesellschaft beabsichtigten Öffentlichmachung des Prozesscharakters von Gegenwartskunst.
1989 gab sich die Kunstgesellschaft unter ihrem neuen Präsidenten, dem Ermatinger Arzt Kurt Egloff, neue Statuten. In Kreuzlingen wurde 1994 von der Kunstgesellschaft in einer ehemaligen Galerie der «Kunstraum Kreuzlingen» ins Leben gerufen. Seither wird dort eine Reihe von Veranstaltungen und Ausstellungen durchgeführt.